# Episodi de Le avventure di Sarah Jane (quinta stagione)
La quinta stagione della serie televisiva britannica Le avventure di Sarah Jane è andata in onda su CBBC dal 3 ottobre 2011. Ultima stagione prodotta, composta dai soli 6 episodi, è terminata a causa della morte di Elisabeth Sladen. In Italia è inedita.
| nº | Titolo originale                  | Titolo italiano | Prima TV UK     | Prima TV Italia |
| -- | --------------------------------- | --------------- | --------------- | --------------- |
| 1  | Sky, Part 1                       |                 | 3 ottobre 2011  |                 |
| 2  | Sky, Part 2                       |                 | 4 ottobre 2011  |                 |
| 3  | The Curse of Clyde Langer, Part 1 |                 | 11 ottobre 2011 |                 |
| 4  | The Curse of Clyde Langer, Part 2 |                 | 12 ottobre 2011 |                 |
| 5  | The Man Who Never Was, Part 1     |                 | 27 ottobre 2011 |                 |
| 6  | The Man Who Never Was, Part 2     |                 | 28 ottobre 2011 |                 |